# Floorball-Bundesliga 2017/18
Die Floorball-Bundesliga 2017/18 war die 24. Spielzeit um die deutsche Floorball-Meisterschaft auf dem Großfeld der Herren. Titelverteidiger war der UHC Weißenfels.
Die Saison begann im September 2017.

## Teilnehmer
- UHC Sparkasse Weißenfels (Meister & Pokalsieger)
- TV Lilienthal
- Red Devils Wernigerode
- MFBC Leipzig
- BAT Berlin
- VfL Red Hocks Kaufering
- ETV Piranhhas Hamburg
- TV Schriesheim
- Floor Fighters Chemnitz
- Blau-Weiß 96 Schenefeld (Aufsteiger)

## Modus
In der Hauptrunde spielt jedes Team jeweils zweimal (Hin- und Rückspiel) gegen jedes andere. In den Play-offs spielt zunächst der 3. gegen den 6. und der 4. gegen den 5. in einem Best-of-3-Modus. Die beiden Gewinner spielen dann gegen den 2. bzw. 1. um den Finaleinzug. Im Finale wird dann der Deutsche Floorball-Meister ermittelt. 
Die letzten vier Mannschaften der Tabelle nach der Hauptrunde müssen in die Play-downs. Dort spielt der 7. gegen den 10. und der 8. gegen den 9. in einem Best-of-3-Modus. Dabei erhält der niedriger Platzierte im 1. Spiel das Heimrecht. Die beiden Verlierer spielen dann ebenfalls in einem Best-of-3-Modus. Jener Verlierer steigt ab und der Gewinner kämpft dann gegen den Gewinner der Play-offs der 2. Bundesligen um den Ligaerhalt.

## Tabelle
| Pl. | Verein                           | Sp. | S  | U | N  | SDS | SDN | Tore    | Diff. | Pkt. |
| --- | -------------------------------- | --- | -- | - | -- | --- | --- | ------- | ----- | ---- |
| 01. | UHC Sparkasse Weißenfels (M) (P) | 18  | 17 | 0 | 1  | 0   | 0   | 218:920 | +126  | 51   |
| 02. | TV Lilienthal                    | 18  | 13 | 1 | 3  | 1   | 0   | 131:690 | 0+62  | 42   |
| 03. | Red Devils Wernigerode           | 18  | 12 | 0 | 5  | 0   | 1   | 118:850 | 0+33  | 37   |
| 04. | MFBC Leipzig                     | 18  | 9  | 2 | 5  | 1   | 1   | 116:111 | 0+5   | 32   |
| 05. | ETV Piranhhas Hamburg            | 18  | 7  | 1 | 8  | 1   | 1   | 112:118 | 0–6   | 25   |
| 06. | VfL Red Hocks Kaufering          | 18  | 7  | 0 | 10 | 1   | 0   | 092:130 | 0–38  | 23   |
| 07. | BAT Berlin                       | 18  | 5  | 1 | 12 | 0   | 0   | 075:113 | 0–38  | 16   |
| 08. | Floor Fighters Chemnitz          | 18  | 4  | 2 | 11 | 1   | 0   | 080:136 | 0–56  | 16   |
| 09. | Blau-Weiß 96 Schenefeld (N)      | 18  | 4  | 1 | 11 | 0   | 2   | 087:129 | 0–42  | 15   |
| 10. | TV Schriesheim                   | 18  | 3  | 0 | 15 | 0   | 0   | 110:156 | 0–46  | 09   |

| Legende                                    |
| ------------------------------------------ |
| Teilnahme an den Play-offs (ab Halbfinale) |
| Teilnahme an den Play-offs (ab Vorrunde)   |
| Teilnahme an den Play-downs                |
| (M) Titelverteidiger                       |
| (P) Pokalsieger                            |
| (N) Aufsteiger                             |

## Play-offs
Alle Spiele bis auf das Spiel um Platz 3 werden im Best-of-three-Modus gespielt.

### Vorrunde
| 31. März 2018 18:00 Uhr |  | VfL Red Hocks Kaufering | 1:5 (1:3, 0:0, 0:2) Spielbericht | Red Devils Wernigerode | Sportzentrum Kaufering, Kaufering Zuschauer: 386 |

| 7. April 2018 18:00 Uhr |  | Red Devils Wernigerode | 7:3 (4:0, 1:1, 2:2) Spielbericht | VfL Red Hocks Kaufering | Stadtfeldhalle, Wernigerode Zuschauer: 199 |

| 8. April 2018 16:00 Uhr |  | Red Devils Wernigerode | entfällt | VfL Red Hocks Kaufering | Stadtfeldhalle, Wernigerode |

| 31. März 2018 18:00 Uhr |  | ETV Piranhhas Hamburg | 7:3 (1:0, 1:2, 5:1) Spielbericht | MFBC Leipzig | Sporthalle Hoheluft, Hamburg Zuschauer: 397 |

| 7. April 2018 16:00 Uhr |  | MFBC Leipzig | 2:8 (0:2, 0:3, 2:3) Spielbericht | ETV Piranhhas Hamburg | Sporthalle am Rabet, Leipzig Zuschauer: 211 |

| 8. April 2018 16:00 Uhr |  | MFBC Leipzig | entfällt | ETV Piranhhas Hamburg | Brüderstraße (SSC), Leipzig |

### Halbfinale
| 14. April 2018 18:00 Uhr |  | ETV Piranhhas Hamburg | 4:9 (1:2, 2:3, 1:4) Spielbericht | UHC Sparkasse Weißenfels | Sporthalle Hoheluft, Hamburg Zuschauer: 364 |

| 21. April 2018 15:00 Uhr |  | UHC Sparkasse Weißenfels | 9:4 (2:3, 3:1, 4:0) Spielbericht | ETV Piranhhas Hamburg | Stadthalle Weißenfels, Weißenfels Zuschauer: 204 |

| 22. April 2018 13:00 Uhr |  | UHC Sparkasse Weißenfels | entfällt | ETV Piranhhas Hamburg | Stadthalle Weißenfels, Weißenfels |

| 15. April 2018 16:00 Uhr |  | Red Devils Wernigerode | 7:8 n. PS. (5:1, 1:3, 1:3, 0:0) Spielbericht | TV Lilienthal | Stadtfeldhalle, Wernigerode Zuschauer: 347 |

| 21. April 2018 18:00 Uhr |  | TV Lilienthal | 5:7 (0:1, 3:3, 2:3) Spielbericht | Red Devils Wernigerode | Sportzentrum Schoofmoor, Lilienthal Zuschauer: 182 |

| 22. April 2018 16:00 Uhr |  | TV Lilienthal | 9:3 (2:1, 5:1, 2:1) Spielbericht | Red Devils Wernigerode | Sportzentrum Schoofmoor, Lilienthal Zuschauer: 172 |

### Spiel um Platz 3
| 6. Mai 2018 16:00 Uhr |  | Red Devils Wernigerode | 9:5 (2:0, 2:1, 5:4) | ETV Piranhhas Hamburg | Stadtfeldhalle, Wernigerode Zuschauer: 176 |

### Finale
| 5. Mai 2018 18:00 Uhr |  | TV Lilienthal | 5:7 (0:2, 3:3, 2:2) | UHC Sparkasse Weißenfels | Sportzentrum Schoofmoor, Lilienthal Zuschauer: 198 |

| 12. Mai 2018 18:00 Uhr |  | UHC Sparkasse Weißenfels | 11:6 (5:1, 3:3, 3:2) | TV Lilienthal | Stadthalle Weißenfels, Weißenfels Zuschauer: 520 |

| 13. Mai 2018 16:00 Uhr |  | UHC Sparkasse Weißenfels | entfällt | TV Lilienthal | Stadthalle Weißenfels, Weißenfels |

## Play-downs

### Halbfinale
| 31. März 2018 18:00 Uhr |  | TV Schriesheim | 9:7 (3:0, 2:3, 4:4) Spielbericht | BAT Berlin | Mehrzweckhalle Schriesheim, Schriesheim Zuschauer: 208 |

| 7. April 2018 15:00 Uhr |  | BAT Berlin | 5:1 (1:1, 1:0, 3:0) Spielbericht | TV Schriesheim | Max-Schmeling-Halle, Berlin Zuschauer: 68 |

| 8. April 2018 15:00 Uhr |  | BAT Berlin | 5:1 (0:0, 3:1, 2:0) Spielbericht | TV Schriesheim | Max-Schmeling-Halle, Berlin Zuschauer: 83 |

| 31. März 2018 15:00 Uhr |  | Blau-Weiß 96 Schenefeld | 4:5 n. PS. (0:1, 3:1, 1:2, 0:0) Spielbericht | Floor Fighters Chemnitz | Schulzentrum Achter de Weiden, Schenefeld Zuschauer: 182 |

| 7. April 2018 18:00 Uhr |  | Floor Fighters Chemnitz | 7:5 (2:2, 3:3, 2:0) Spielbericht | Blau-Weiß 96 Schenefeld | Schlossteichhalle, Chemnitz Zuschauer: 270 |

| 8. April 2018 16:00 Uhr |  | Floor Fighters Chemnitz | entfällt | Blau-Weiß 96 Schenefeld | Schlossteichhalle, Chemnitz |

### Abstiegsspiel
| 14. April 2018 18:00 Uhr |  | TV Schriesheim | 6:2 (2:1, 4:0, 0:1) Spielbericht | Blau-Weiß 96 Schenefeld | Mehrzweckhalle Schriesheim, Schriesheim Zuschauer: 179 |

| 21. April 2018 16:00 Uhr |  | Blau-Weiß 96 Schenefeld | 8:3 (4:1, 3:0, 1:2) Spielbericht | TV Schriesheim | Schulzentrum Achter de Weiden, Schenefeld Zuschauer: 143 |

| 22. April 2018 15:00 Uhr |  | Blau-Weiß 96 Schenefeld | 7:6 n. V. (3:1, 2:2, 1:3, 1:0) Spielbericht | TV Schriesheim | Schulzentrum Achter de Weiden, Schenefeld Zuschauer: 151 |

### Relegation
| 6. Mai 2018 15:00 Uhr |  | Blau-Weiß 96 Schenefeld | 8:7 (3:2, 2:4, 3:1) Spielbericht | TV Eiche Horn Bremen | Schulzentrum Achter de Weiden, Schenefeld Zuschauer: 278 |

| 12. Mai 2018 18:00 Uhr |  | TV Eiche Horn Bremen | 3:8 (1:3, 0:2, 2:3) Spielbericht | Blau-Weiß 96 Schenefeld | Sportzentrum Eiche Horn, Bremen Zuschauer: 173 |

| 13. Mai 2018 14:00 Uhr |  | TV Eiche Horn Bremen | entfällt | Blau-Weiß 96 Schenefeld | Sportzentrum Eiche Horn, Bremen |